# Neuilly-sur-Seine
Neuilly-sur-Seine (ejtése: nøji syʁ sɛn) Párizs nyugati elővárosa, Franciaország Île-de-France régiójában, Hauts-de-Seine megyében. Párizs középpontjától 6,8 km távolságra található. A városnak sok jómódú lakosa van és több nagyvállalat székhelye is itt található.

## Elhelyezkedése
Közigazgatásilag határos Párizzsal, közvetlen szomszédságában található északnyugati irányban. Keletről Párizs, délről a Bois de Boulogne, nyugatról a Szajna folyó, Puteaux, La Défense és Courbevoie, északról pedig Levallois-Perret városok határolják.

## Demográfia
2010-ben a hivatalos adatok alapján lakosainak száma 61 754 volt, mely 1999 óta stagnál. Az 1793-as első népszámláláskor 2 477-en laktak a városban, a csúcs 1962-ben volt 72 773 lakossal.
| Lakosok száma | 62 346 | 62 075 | 60 910 | 61 501 | 60 361 | 59 940 | 59 599 | 59 388 | 59 267 | 59 200 |
|               | 2013   | 2014   | 2015   | 2016   | 2017   | 2018   | 2019   | 2020   | 2021   | 2022   |

## Közlekedése

### Autóutak
A városon közepén halad át az N13-as országút napi 160 000 gépjárműves forgalommal (2006-os adat). Ez az út köti össze Párizs városát az A13-as autópályával. A város fontos útjai továbbá a D908-as, mely a Champerret hidat köti össze Courbevoie-val északon, míg a D1-es út a Szajna partján halad végig észak-déli irányban.

### Közösségi közlekedés
- Metro: 1-es vonal, 3 db megállóval (Porte Maillot, Les Sablons, Pont de Neuilly)
- Gyorsvasút: RER C vonal, 1 db megállóval (Neuilly - Porte Maillot)
- Busz: RATP, 43, 73, 82, 93, 157, 158, 163, 164, 174, 176
- Éjszakai buszjáratok: N 11, N 24
- RATP busz: La Navette (576-os járatszám)

## Látnivalók
Itt található a de Neuilly kastély, amely a Júliusi Monarchia idején (1830 – 1848) I. Lajos Fülöp francia király és udvara számára fontos lakóhely volt. 1919-ben itt tárgyalták és kötötték meg a neuillyi békeszerződést az első világháborúban legyőzött Bulgáriával.

## Polgármesterei
- 1947–1983: Achille Peretti
- 1983–2002: Nicolas Sarkozy
- 2002–2008: Louis-Charles Bary
- 2008– jelenleg is: Jean-Christophe Fromantin

## Híres lakói
- Fejtő Ferenc, magyar származású író, politikus
- Rippl-Rónai József, festőművész 1891-ben Knowlesszal és Lazarine-nal együtt a rue de Villiers 65. szám alá költözik és 1900-ig itt is él
- Nicolas Sarkozy, magyar származású francia jobboldali politikus, a Francia Köztársaság XXIII. köztársasági elnök itt nőtt fel, majd 1983-tól 2002-ig a kerület polgármestere volt az újgaulle-ista Rassemblement pour la République (RPR Egyesülés a Köztársaságért) színeiben
- Dominique Strauss-Kahn, francia politikus itt született 1949. április 25-én
- Sophie Marceau, francia színésznő
- Édith Piaf, francia sanzonénekesnő, sanzonszerző, színésznő
- Mireille Mathieu, francia sanzon énekesnő 1965 óta itt lakik
- Aristotle Onassis, görög hajómágnás
- Marine Le Pen, francia politikus
- Vaszilij Vasziljevics Kandinszkij, orosz absztrakt festő, író
- François Truffaut, francia kritikus, filmrendező, a francia új hullám emblematikus figurája
- Louis-Adolphe Bertillon francia orvos, antropológus, statisztikus, gombabiológus.
- Itt született Michèle Morgan színművésznő.
- Itt született Jean-Paul Belmondo színművész.
- Jean Guillaume Auguste Lugol, a Lugol-oldat megalkotója.

## Testvérvárosai
- Windsor and Maidenhead, Egyesült Királyság: 1955 óta
- Hanau, Németország: 1964 óta
- Uccle, Belgium: 1981 óta